# Bienvenidos (programa de televisión chileno)
Bienvenidos fue un programa de televisión chileno de tipo magacín matinal, producido y emitido por Canal 13 desde el 7 de marzo de 2011 hasta el 10 de noviembre de 2021.
Fue creado para suceder al programa Viva la mañana, perteneciente al mismo bloque. Fue conducido por Tonka Tomicic (2011-2021), Martín Cárcamo (2011-2019), Sergio Lagos (2020-2021) y Amaro Gómez-Pablos (2020-2021). 

## Presentadores
| Año  | Presentadores oficiales                          |
| ---- | ------------------------------------------------ |
| 2011 | Martín Cárcamo y Tonka Tomicic                   |
| 2012 | Martín Cárcamo y Tonka Tomicic                   |
| 2013 | Martín Cárcamo y Tonka Tomicic                   |
| 2014 | Martín Cárcamo y Tonka Tomicic                   |
| 2015 | Martín Cárcamo y Tonka Tomicic                   |
| 2016 | Martín Cárcamo y Tonka Tomicic                   |
| 2017 | Martín Cárcamo y Tonka Tomicic                   |
| 2018 | Martín Cárcamo y Tonka Tomicic                   |
| 2019 | Martín Cárcamo y Tonka Tomicic                   |
| 2020 | Tonka Tomicic, Sergio Lagos y Amaro Gómez-Pablos |
| 2021 | Tonka Tomicic, Sergio Lagos y Amaro Gómez-Pablos |

## Equipo
Su último equipo estuvo conformado por:

### Conducción
- Tonka Tomicic
- Sergio Lagos

### Panelistas
- Raquel Argandoña
- Polo Ramírez
- Carlos Zárate

### Producción
- Diego Sarmiento (Productor ejecutivo y director general)
- Carolina Román (Directora de contenidos)

### Periodistas
- Marilyn Pérez
- Rodrigo Pérez

### Especialistas
- Carolina Herrera (Doctora)
- Afife Docmac (Especialista en moda y belleza)

## Secciones
- El tiempo: en esta sección el meteorólogo Gianfranco Marcone explica el pronóstico del tiempo de las ciudades y localidades de Chile.
- Denuncia: segmento en el cual se muestran en pantallas denuncias hechas por el público.
- Que se teje: sección de espectáculos.
- Martes de Cubillos y Orrego: Durante 2020 el matinal incluyó en su panel a los políticos Marcela Cubillos y Claudio Orrego para discutir temas de actualidad y política los días martes.[cita requerida]
- Miércoles de Lavín y Vidal: en 2019 el matinal incluyó en su panel a los políticos Joaquín Lavín (UDI) y Francisco Vidal (PPD) para discutir temas de actualidad y política
- Medicina: presentado por la Dra. Carolina Herrera quien da consejos sobre cómo cuidarse de enfermedades y hábitos de vida sana.
- Cocina: segmento en el que se habla de preparaciones de restaurantes y chefs del propio matinal.
- Medicina consciente: este espacio generó la polémica luego de difundir un elemento tóxico para tratar enfermedades crónicas, en él, el "Dr. Soto" daba consejos sobre salud y bienestar. Actualmente ya no es emitido.
- Directo al corazón: fue un espacio del programa en el cual muestran recreaciones actuadas de personas con problemas amorosos, en donde dramatizan los casos de sus historias.
- Asesora sin hogar : En noviembre de 2011, Bienvenidos estrenó su primera serie llamada Asesora sin hogar, integrando el elenco de la misma de los integrantes del programa. Su historia gira en torno a una mujer millonaria (Tomicic) que tiene un accidente y pierde su memoria; un malvado hombre la hace pasar por una asesora del hogar, para así robarle todo su dinero. Además recibe constantes torturas por parte de Contemplación y la imposibilidad de ella de concretar su amor por Casto (Cárcamo), al mismo tiempo que debe desempeñarse como asesora del hogar en una mansión sin tener idea de su pasado.

## Controversias

### Informe ginecológico de Nabila Rifo
En 2017, Bienvenidos desató la polémica al publicar los detalles de la declaración del ginecólogo que atendió a Nabila Rifo luego de ser agredida en un intento de femicidio. Las informaciones fueron entregadas luego de que la defensa del único imputado presentara una posible agresión sexual contra la víctima.
En la declaración se encontraba información explícita del contenido anal y vaginal presente. Durante la presentación del informe estuvo presente el sicólogo Álex Droppelman quien fue analizando el caso y las posibles intenciones del imputado. 
La publicación del contenido en el programa generó revuelo en organizaciones como el Observatorio Contra el Acoso Callejero (OCAC) y la Red Contra la Violencia Hacia Las Mujeres quienes pidieron que el programa fuera denunciado al Consejo Nacional de Televisión (CNTV). Más tarde la casa televisiva publicó un comunicado en el que pedía disculpas públicas a la víctima y a su familia retractándose de la publicación del contenido, también resultó en el despido de Pablo Manríquez, director del programa desde su inicio.

### Doctor Soto
La polémica la desató la recomendación de este doctor la cual era consumir clorito de sodio, una sustancia altamente tóxica. Luego de eso el ISP y la SEREMI de salud de la Región Metropolitana se pusieron en alerta y difundieron la toxicidad de este tratamiento, este caso resultó en las disculpas públicas del canal y el fin del espacio.

### Conflicto con Hermógenes Pérez de Arce
En el contexto del estallido social de octubre de 2019 fueron invitados al panel muchas entidades de distintas áreas, un día fue invitado Hermógenes Pérez de Arce, abogado de derecha que apoya abiertamente la dictadura de Augusto Pinochet, en ese capítulo, entre otras afirmaciones, dijo que el estallido social era un "estallido delincuencial" y que "los DD.HH no son importantes". Tras esas declaraciones la animadora Tonka Tomicic le pidió abandonar el espacio. Tras eso Hermógenes anunció que haría una denuncia al CNTV por censura. Tras lo ocurrido el director del canal Maximiliano Luksic pidió disculpas al invitado por el mal rato y el dueño del mismo Andrónico Luksic pidió disculpas a los televidentes.

## Premios y nominaciones
| Año  | Premio               | Categoría                | Trabajo                  | Resultado |
| ---- | -------------------- | ------------------------ | ------------------------ | --------- |
| 2011 | Copihue de Oro       | Mejor Animador           | Martín Cárcamo           | Nominado  |
| 2011 | Copihue de Oro       | Mejor Animadora          | Tonka Tomicic            | Nominada  |
| 2011 | Copihue de Oro       | Mejor Matinal            | Bienvenidos              | Nominado  |
| 2012 | Premios TV Grama     | Mejor Matinal            | Bienvenidos              | Ganador   |
| 2012 | Copihue de Oro       | Mejor Animador           | Martín Cárcamo           | Nominado  |
| 2012 | Copihue de Oro       | Mejor Animadora          | Tonka Tomicic            | Nominada  |
| 2012 | Copihue de Oro       | Mejor Matinal            | Bienvenidos              | Nominado  |
| 2013 | Copihue de Oro       | Mejor Animador           | Martin Carcamo           | Nominado  |
| 2013 | Copihue de Oro       | Mejor Animadora          | Tonka Tomicic            | Ganadora  |
| 2013 | Copihue de Oro       | Mejor Matinal            | Bienvenidos              | Ganador   |
| 2013 | Premios TV Grama     | Mejor Matinal            | Bienvenidos              | Ganador   |
| 2014 | Copihue de Oro       | Mejor Animador           | Martín Cárcamo           | Nominado  |
| 2014 | Copihue de Oro       | Mejor Animadora          | Tonka Tomicic            | Nominada  |
| 2014 | Copihue de Oro       | Mejor Matinal            | Bienvenidos              | Nominado  |
| 2014 | Premios Fotech Terra | Mejor Matinal            | Bienvenidos              | Ganador   |
| 2015 | Copihue de Oro       | Mejor Animador           | Martin Carcamo           | Nominado  |
| 2015 | Copihue de Oro       | Mejor Animadora          | Tonka Tomicic            | Nominada  |
| 2015 | Copihue de Oro       | Mejor Matinal            | Bienvenidos              | Nominado  |
| 2016 | Copihue de Oro       | Mejor Animador           | Martín Cárcamo           | Nominado  |
| 2016 | Copihue de Oro       | Mejor Animadora          | Tonka Tomicic            | Ganadora  |
| 2016 | Copihue de Oro       | Mejor Matinal            | Bienvenidos              | Nominado  |
| 2017 | Copihue de Oro       | Mejor Animador           | Martín Cárcamo           | Ganador   |
| 2017 | Copihue de Oro       | Mejor Animadora          | Tonka Tomicic            | Ganador   |
| 2017 | Copihue de Oro       | Mejor Matinal            | Bienvenidos              | Nominado  |
| 2017 | Copihue de Oro       | Mejor Notero             | Álvaro Reyes "Nacho Pop" | Ganador   |
| 2018 | Copihue de Oro       | Mejor Animador           | Martín Cárcamo           | Nominado  |
| 2018 | Copihue de Oro       | Mejor Animadora          | Tonka Tomicic            | Ganador   |
| 2018 | Copihue de Oro       | Mejor Matinal            | Bienvenidos              | Nominado  |
| 2018 | Copihue de Oro       | Mejor Notero             | Álvaro Reyes "Nacho Pop" | Nominado  |
| 2018 | Copihue de Oro       | Mejor Notera             | Mariana Derderián        | Nominado  |
| 2019 | Copihue de Oro       | Mejor Animador           | Martín Cárcamo           | Ganador   |
| 2019 | Copihue de Oro       | Mejor Animadora          | Tonka Tomicic            | Nominada  |
| 2019 | Copihue de Oro       | Mejor Matinal            | Binvenidos               | Nominado  |
| 2019 | Copihue de Oro       | Mejor Notero o Panelista | Álvaro Reyes "Nacho Pop" | Nominado  |
| 2019 | Copihue de Oro       | Mejor Notero o Panelista | Mauricio Jurgensen       | Nominado  |